# Graetheide (gebied)
De Graetheide is een gebied in de Nederlandse provincie Limburg dat zich ruwweg bevindt tussen Sittard en de Maas en tussen Geleen en Born. Het gebied behoort tot het historische Land van Zwentibold, in de tegenwoordige overgangszone van Zuid- naar Midden-Limburg: het lage Plateau van Graetheide.

## Geschiedenis en karakteristiek
Het thans vlakke en uitgestrekte gebied was oorspronkelijk een bos (het 'Graetbos'). Koning Zwentibold zou het bos, dat met 6666 bunders aanzienlijk groter moet zijn geweest dan de Graetheide nu, geschonken hebben aan de bewoners van de veertien omliggende kerkdorpen, die het vervolgens ontgonnen en het zo tot een heide omvormden. Tegenwoordig is het gebied bijna geheel agrarisch met hier en daar kleinere bossen zoals Grasbroek en Heksenberg. Er leven nog verschillende (wilde) diersoorten. In het gebied zijn enkele bijzondere gebouwen te vinden, waaronder Kasteel Grasbroek en een aantal oude hoeven en landhuizen. Twee belangrijke verkeersaders doorsnijden de Graetheide tegenwoordig: de autosnelweg A2 en het Julianakanaal. Aan de overzijde van het Julianakanaal gaat het gebied over in het natuurgebied de Grensmaas. Tegenwoordig resteren nog twee delen van de Landweer rond het dorp Stein, de zogenaamde Wallen van Stein, die in de middeleeuwen de grens heeft gevormd tussen de gemeenschappelijke gronden van de Graetheide en het gebied van de heerlijkheid Stein.
Volgens sommigen zou Zwentibold zijn gesneuveld op de Graetheide, hoewel anderen beweren dat dit bij Buchten zou zijn geweest.
In het gebied ligt het gelijknamige gehucht Graetheide, dat onder het postcodegebied van Born valt. Hier in de buurt ontspringt de Kingbeek.
Ten noorden van de Geleense buurt Landgraaf ligt ook een voormalige Sittardse buurtschap met deze naam.
Tussen 1917 en 1921 werd aan beide zijden van de Urmonderbaan 677.406 ton bruinkool gedolven in de Louisegroeve I en II. De zuidelijke groeve II werd tussen 1969 en 1996 als "bedrijfsgebonden stortplaats" opgevuld met afval van DSM. De stortplaats werd in 2006 gesloten verklaard en het beheer werd overgedragen aan de provincie. In 2019 is hier het zonnepark Louisegroeve met 10573 zonnepanelen met een oppervlakte van vijf hectare en een nominaal vermogen van drie Megawatt geopend.

## Toekomst

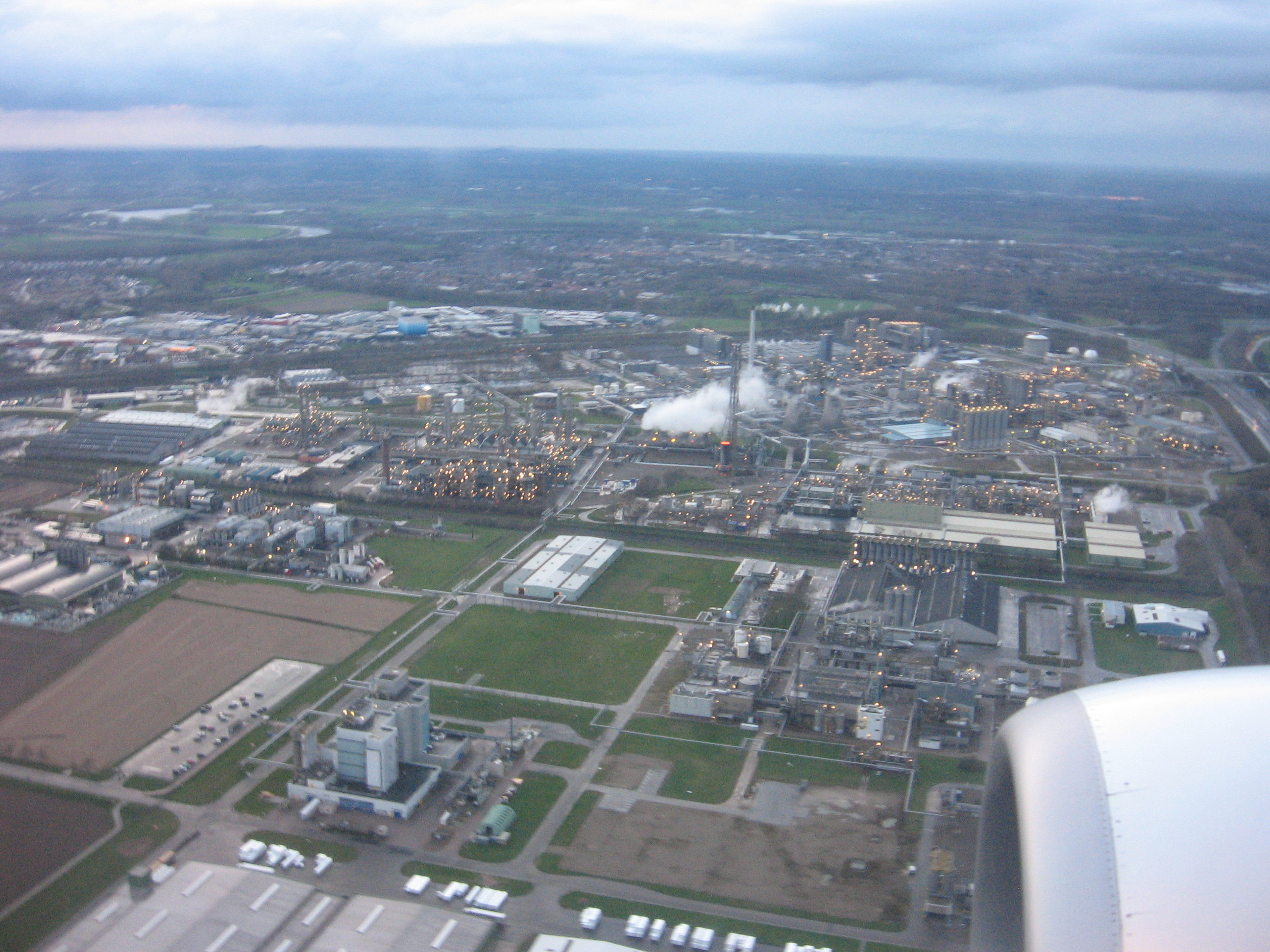
Industieterrein Chemelot op de Graetheide

Een groot deel van de Graetheide is door de voormalige Staatsmijn Maurits ingericht als industriegebied. Ook na sluiting van de mijnen wordt het gebied bedreigd door de uitbreiding van dit complex, dat is overgenomen door de chemische industrie. DSM heeft in de jaren zeventig circa 200 hectare grondgebied van de Graetheide (ten westen van de A2) gereserveerd als uitbreidingslocatie. De toenmalige gemeente Geleen heeft destijds alvast het grondgebied geannexeerd van Urmond, maar door de vele tegenstand heeft de realisatie van de plannen tot nog toe geen doorgang kunnen vinden.
Naast DSM speelt ook woningbouw een rol in de toekomst van de Graetheide. De provincie heeft het deel van het gebied ten oosten van de A2 volledig aangewezen als stedelijk ontwikkelingsgebied. De bedoeling is niet dat dit een Vinex-locatie wordt, maar de mogelijkheid bestaat wel om Limbricht, Einighausen en Guttecoven op termijn naar elkaar toe te laten groeien.
In de regiovisie Westelijke Mijnstreek van januari 2009 werden grote delen van Graetheide gereserveerd voor industrie. Er zou een ondergrondse energieopslag (OPAC) moeten komen en een uitbreiding van de researchcampus Chemelot (DSM) met ongeveer 200 hectare. Sinds 1976 is het Graetheidecomité actief bezig met pogingen om het overgebleven groene gebied groen te houden, tot nu toe met succes.